# Фридрих Богислав фон Шверин
Фридрих Богислав фон Шверин (на немски: Friedrich Boguslav, Graf von Schwerin; * 30 август 1674 в Берлин; † 1 октомври 1747 в Берлин) от Мекленбург-Померанската фамилия „фон Шверин“ е граф на Шверин, пруски държавен и военен министър.
Той е син на кемерера и главен-щалмайстера на Великия курфюрст, Хенинг Бернд фон Шверин (1631 – 1704) и Катарина Елизабет фон Шмелинг, дъщеря на померанския съветник Йоахим Хенинг фон Шмелинг (1604 – 1657).
Той наследява от баща рицарското имение Меркиш в Бранденбург, получено от баща му през 1684 г. и получено наследствено 1701 г. от Фридрих I. През 1728 г. той става, както баща му, главен щал-майстер с ранг на бюджетен министър. От 1739 г. той е таен бюджетен съветник и също първи камерхер. На 12 юни 1740 г. той става рицар на „Ордена на Черния орел“. Той също е протектор на „Академията на науките“.
В наследственото си имение Меркиш Вилмерсдорф той построява къща през началото на 18 век, престорява 1746 г. селската църква и създава там гробница.

## Фамилия
Фридрих Богислав фон Шверин се жени 1714 г. за Доротея фон Каниц (* 13 юли 1668; † 3 февруари 1760), дъщеря на генерал-майор Кристоф Албрехт фон Каниц (1653 – 1711) и Мария Готлиба Шах фон Витенау (1659 – 1736). Те имат осем деца, между тях:
- Фридрих Алберт фон Шверин (* 7 април 1717, Берлин; † 12 юни 1789, Карлсруе), пруски генерал-майор, главен щал-майстер и таен бюджетен министър, женен I. 1762 г. в Борау за графиня Хенриета Вилхелмина Юлиана фон Логау (1738 – 1781), II. 1783 г. за фрайин Фридрика София фон Малтцан (1740 – 1814); от първия брак има три деца
- Мария Анна фон Шверин (1720 – 1754), омъжена 1748 г. в Шарлотенбург за Роберт Сципио фон Лентулус (1714 – 1787), пруски генерал-лейтенант
- Гнеомар Конрад Богислав фон Шверин (* 3 ноември 1721; † 10 август 1769), кралски главен щал-майстер, женен 1748 г. в Берлин за Илзаба София Доротея фон Бредов (* 10 октомври 1722; † 28 май 1788), дъщеря на полковник Йохан Лудвиг фон Бредов; имат син. Тя е дворцова дама на София Доротея, съпругата на крал Фридрих Вилхелм I Пруски